# Carditamera contigua
Carditamera contigua is een tweekleppigensoort uit de familie van de Carditidae. De wetenschappelijke naam van de soort is voor het eerst geldig gepubliceerd in 1910 door Dautzenberg.